# Заборув (гміна Задзім)
Заборув (пол. Zaborów) — село в Польщі, у гміні Задзім Поддембицького повіту Лодзинського воєводства.
У 1975-1998 роках село належало до Серадзького воєводства.